# 二羟基丙二酸
二羟基丙二酸（英語：Dihydroxymalonic acid）是一种偕二醇二羧酸，分子式C3H4O6，结构简式HO-(C=O)-C(OH)2-(C=O)-OH，存在于植物紫花苜蓿和甜菜頭糖蜜中。